# Ronald Lopatny
Ronald Lopatny (Nachname auch Lopatni; * 19. September 1944 in Zagreb; † 5. Mai 2022 ebenda) war ein jugoslawischer Wasserballspieler.

## Leben
Ronald Lopatny begann in seiner Jugend mit dem Schwimmen im VK Medveščak Zagreb und belegte bei den jugoslawischen Juniorenmeisterschaften den zweiten Platz über 100 m Freistil. Innerhalb des Clubs wechselte er mit 15 Jahren zum Wasserball und stand bereits mit 18 Jahren erstmals im Kader der jugoslawischen Nationalmannschaft. Mit dieser gewann er die Goldmedaille bei den Mittelmeerspielen 1967 und 1971. 1968 wurde er Olympiasieger in Mexiko und vier Jahre später belegte er bei den Olympischen Spielen von München mit der Mannschaft den fünften Platz. Darüber hinaus gewann Lopatny mit dem jugoslawischen Team Bronze bei den Europameisterschaften 1966 und 1970. Insgesamt bestritt er 150 Länderspiele für Jugoslawien.
Auf Vereinsebene folgte 1968 ein Wechsel zum HAVK Mladost Zagreb. Mit dem Klub konnte Lopatny bis zu seinem Karriereende 1973 dreimal den Europapokal der Landesmeister (1968, 1969 und 1971) und dreimal die jugoslawische Meisterschaft (1969, 1970 und 1971) gewinnen. Des Weiteren war er 1970 und 1971 Torschützenkönig der Liga.
Ronald Lopatny absolvierte ein Studium in Wirtschaftswissenschaften an der Universität Zagreb und wurde 2015 mit dem Franjo-Bučar-Staatspreis für Sport ausgezeichnet.
Nach langer und schwerer Krankheit starb Ronald Lopatny am 5. Mai 2022 im Alter von 78 in Zagreb.